# Wind River (Columbia River)
Der Wind River ist ein als stream klassifizierter Nebenfluss des Columbia River im Bundesstaat Washington. Er verläuft vollständig im Skamania County. Ein früherer Name war Crusattes River.

## Verlauf
Der Wind River entspringt in der Cascade Range, südlich des Mount Adams und des Mount St. Helens. Er fließt im Allgemeinen südwärts durch den Gifford Pinchot National Forest und mündet nahe Carson in der Columbia River Gorge in den gleichnamigen Strom.